# Yoram Globus
Yoram Globus est un producteur israélien né le 7 septembre 1943. Il est le cousin de Menahem Golan.

## Biographie
Yoram Globus est né près du Lac de Galilée en Israël de parents immigrants polonais. A ses 3 ans, la famille déménage à Kiryat-Motzkin, près d'Haifa. Deux ans plus tard, son père, Shmuel Globus, construit alors un cinéma unique pour l'époque. Yoram aide alors son père et devient projectionniste à 10 ans.
Yoram part au lycée de Tel Aviv, où ses parents créent un nouveau cinéma.

## Carrière
En 1963, il s'associe avec Menahem Golan au sein de l'industrie du film en Israël.
En 1977, ils produisent Opération Thunderbolt, nommé aux Oscars du cinéma.
En 1979, Golan et Globus partent s'installer à Los Angeles et rachètent Cannon International.
Au début des années 80, ils signent un contrat de 7 ans avec Chuck Norris.
En 1986, il remporte le Golden Globe Award for Best Foreign Language Film pour le film The Assault.
En 2016, il crée la société de production Rebel Way Entertainment avec son fils Ori Globus comme président, et produit le film Deported de Tyler Spindel.

## Filmographie
- 1966 : La Fille de la mer morte (Fortuna)
- 1968 : Nes B'Ayara[8]
- 1969 : Le Contrat (Sam's Song)
- 1969 : Margo Sheli[9]
- 1970 : Lupo! (en)[10]
- 1970 : Joe
- 1970 : Ha-Pritza Hagdxola[11]
- 1971 : Malkat Hakvish
- 1971 : Jump
- 1971 : Katz V'Carasso
- 1972 : Shod Hatelephonim Hagadol
- 1972 : Rosa, je t'aime (Ani Ohev Otach Rosa)
- 1973 : Les Filles à papa (Abu el Banat)
- 1974 : Kazablan de Menahem Golan
- 1975 : Lepke, le caïd (Lepke)
- 1975 : Un coup de deux milliards de dollars (Diamonds) de Menahem Golan
- 1976 : Les Impitoyables (Diamante Lobo)
- 1976 : The Four Deuces
- 1977 : Kid Vengeance
- 1977 : Opération Thunderbolt (Mivtsa Yonatan)
- 1978 : Yisraelim Matzhikim
- 1978 : The Alaska Wilderness Adventure
- 1978 : Juke Box (Eskimo Limon) de Boaz Davidson
- 1978 : S.O.S. danger uranium (Agenten kennen keine Tränen)
- 1979 : Nisuin Nusah Tel Aviv
- 1979 : Imi Hageneralit
- 1979 : La Boum américaine (Yotzim Kavua)
- 1979 : Le Magicien de Lublin (The Magician of Lublin)
- 1980 : Les Yeux du mal (en) (The Godsend)
- 1980 : The Happy Hooker Goes Hollywood (en)
- 1980 : Schizoid
- 1980 : Graine d'amour (Seed of Innocence)
- 1980 : Dr. Heckyl and Mr. Hype
- 1980 : BIM Stars The Apple
- 1980 : New Year's Evil
- 1981 : Le tombeur, le frimeur et l'emmerdeuse (Shifshuf Naim)
- 1981 : L'Amant de lady Chatterley (Lady Chatterley's Lover)
- 1981 : L'Implacable Ninja (Enter the Ninja)
- 1981 : Body and Soul (en)
- 1982 : Nana : Le désir (Nana)
- 1982 : Ahava Ilemeth
- 1982 : Un justicier dans la ville 2 (Death Wish II)
- 1982 : Hospital Massacre
- 1982 : The Last American Virgin (en)
- 1982 : That Championship Season
- 1983 : Les Sept Gladiateurs (I sette magnifici gladiatori)
- 1983 : Le Trésor des quatre couronnes (El tesoro de las cuatro coronas)
- 1983 : One More Chance
- 1983 : Le Justicier de minuit (10 to Midnight)
- 1983 : Le tombeur, le frimeur et l'allumeuse (Sapiches)
- 1983 : Le Manoir de la peur (House of the Long Shadows)
- 1983 : La Dépravée (The Wicked Lady)
- 1983 : Hercule (Hercules)
- 1983 : Sababa
- 1983 : Ultime Violence (Revenge of the Ninja)
- 1983 : Sahara
- 1984 : Edut Me'Ones
- 1984 : Témoin indésirable (Ordeal by Innocence)
- 1984 : Love Streams
- 1984 : Over the Brooklyn Bridge
- 1984 : Roman Za'ir
- 1984 : Break Street 84 (Breakin')
- 1984 : Making the Grade (en), de Dorian Walker
- 1984 : L'Ambassadeur : Chantage en Israël (The Ambassador)
- 1984 : Grace Quigley
- 1984 : L'Épée du vaillant (Sword of the Valiant: The Legend of Sir Gawain and the Green Knight)
- 1984 : La Machination (The Naked Face)
- 1984 : I'm Almost Not Crazy: John Cassavetes - the Man and His Work
- 1984 : Bolero
- 1984 : Ninja III (Ninja III: The Domination)
- 1984 : Exterminator 2
- 1984 : Maria's Lovers
- 1984 : Portés disparus (Missing in Action)
- 1984 : Breakin' 2: Electric Boogaloo (en)
- 1985 : Ha-Me'ahev
- 1985 : Hot Resort
- 1985 : Portés disparus 2 (Missing in Action 2: The Beginning)
- 1985 : Mata Hari
- 1985 : American Ninja (Nine Deaths of the Ninja)
- 1985 : The Assisi Underground
- 1985 : Harimu Ogen
- 1985 : House rap (en) (Rappin')
- 1985 : Déjà vu
- 1985 : Lifeforce
- 1985 : Thunder Alley
- 1985 : American Warrior (American Ninja)
- 1985 : Hot Chili
- 1985 : War and Love
- 1985 : Invasion USA
- 1985 : Berlin Affair (The Berlin Affair)
- 1985 : Les Aventures d'Hercule (Le avventure dell'incredibile Ercole)
- 1985 : Le Justicier de New York (Death Wish 3)
- 1985 : Allan Quatermain et les Mines du roi Salomon (King Solomon's Mines)
- 1985 : Fool for Love
- 1985 : À bout de course (Runaway Train)
- 1986 : Salomé
- 1986 : Malkat Hakitah (he) d’Isaac Zepel Yeshurun (he)
- 1986 : Un complicato intrigo di donne, vicoli e delitti
- 1986 : Delta Force (The Delta Force)
- 1986 : Field of Honor
- 1986 : The Naked Cage
- 1986 : La Loi de Murphy (film, 1986) (Murphy's Law)
- 1986 : Dans les bras de l'enfer (Behind Enemy Lines)
- 1986 : America 3000
- 1986 : Campus (Dangerously Close)
- 1986 : Cobra
- 1986 : L'invasion vient de Mars (Invaders from Mars)
- 1986 : Attention privés ! (Detective School Dropouts)
- 1986 : Massacre à la tronçonneuse 2 (The Texas Chainsaw Massacre 2)
- 1986 : Otello
- 1986 : American Warrior II: Le Chasseur (Avenging Force)
- 1986 : Paiement cash (52 Pick-Up)
- 1986 : Le Temple d'or (Firewalker)
- 1986 : Allan Quatermain et la Cité de l'or perdu (Allan Quatermain and the Lost City of Gold)
- 1986 : Aladdin (Superfantagenio)
- 1986 : Duo pour une soliste (Duet for One), d'Andreï Kontchalovski
- 1987 : The Emperor's New Clothes
- 1987 : Business as Usual (en)
- 1987 : Protection rapprochée (Assassination)
- 1987 : Over the Top : Le Bras de fer (Over the Top)
- 1987 : Number One with a Bullet
- 1987 : La Rue (Street Smart)
- 1987 : The Hanoi Hilton
- 1987 : Les Barbarians (The Barbarians)
- 1987 : Le Trésor de San Lucas (Down Twisted)
- 1987 : La Belle et la Bête (Beauty and the Beast)
- 1987 : Le Ninja blanc (American Ninja 2: The Confrontation)
- 1987 : Mascara
- 1987 : Snow White
- 1987 : Les vrais durs ne dansent pas (Tough Guys Don't Dance)
- 1987 : Barfly
- 1987 : Under Cover
- 1987 : Le Bayou (Shy People)
- 1987 : Too Much
- 1987 : Superman 4 (Superman IV: The Quest for Peace)
- 1987 : Mon aventure africaine (Going Bananas)
- 1987 : Les Maîtres de l'univers (Masters of the Universe)
- 1987 : King Lear
- 1987 : The Kitchen Toto
- 1987 : Dancers
- 1987 : Cordes et Discordes (Surrender)
- 1987 : Le justicier braque les dealers (Death Wish 4: The Crackdown)
- 1988 : I giorni randagi
- 1988 : Doin' Time on Planet Earth
- 1988 : Portés disparus 3 (Braddock: Missing in Action III)
- 1988 : Bloodsport
- 1988 : Alien from L.A.
- 1988 : Mercenary Fighters
- 1988 : Rendez-vous avec la mort (Appointment with Death)
- 1988 : Powaqqatsi
- 1988 : Salsa
- 1988 : Puss in Boots
- 1988 : Héros (Hero and the Terror)
- 1988 : Manifesto
- 1988 : Le Messager de la mort (Messenger of Death)
- 1988 : La Guerre d'Hanna
- 1988 : Un cri dans la nuit (Evil Angels)
- 1988 : Hansel and Gretel
- 1988 : Un été en enfer
- 1989 : Voyage au centre de la Terre (en) (Journey to the Center of the Earth)
- 1989 : The Secret of the Ice Cave
- 1989 : Kinjite, sujets tabous (Kinjite: Forbidden Subjects)
- 1989 : Le Petit chaperon rouge (Red Riding Hood)
- 1989 : Sinbad (Sinbad of the Seven Seas)
- 1989 : Cyborg
- 1989 : La Roseraie (The Rose Garden)
- 1990 : L'Étoffe des blaireaux (A Man Called Sarge)
- 1990 : Mack the Knife
- 1990 : Lambada
- 1990 : Delta Force 2 (Delta Force 2: The Colombian Connection)
- 1992 : Lelakek Tatut
- 1992 : Un brin de chance (Tipat Mazal)
- 1993 : The Mummy Lives
- 1993 : Night Terrors
- 1993 : Street Knight
- 1993 : American cyborg: le guerrier d'acier (American Cyborg: Steel Warrior)
- 1994 : Hellbound
- 1994 : Retour de flammes (Chain of Command)
- 1998 : Ha-Dybbuk B'sde Hatapuchim Hakdoshim
- 1999 : Delta Force One: The Lost Patrol
- 2001 : Lemon Popsicle 9: The Party Goes On
- 2002 : Tipul Nimratz (série TV)
- 2004 : Ha-Bsora Al-Pi Elohim
- 2004 : Mashehu Matok
- 2005 : Va, vis et deviens
- 2005 : All Is Well by Me
- 2006 : Mortgage (TV)
- 2006 : Michtavim Le America
- 2006 : Melah Ha'arets
- 2006 : Ô Jérusalem
- 2007 : Rak Klavim Ratzim Hofshi